# Sapranthus
Sapranthus es un género de plantas fanerógamas perteneciente a la tribu Miliuseae de la familia de las anonáceas nativa de México, Colombia y América central.

## Descripción
Son arbustos a árboles con hojas membranáceas, el nervio principal impreso en el haz. Flores solitarias, terminales pero frecuentemente aparentando ser opuestas a las axilas, o caulifloras, pedicelos con una bráctea diminuta a foliácea, casi basal o dispuesta hasta cerca del medio; sépalos imbricados; pétalos 6, imbricados, subiguales, membranáceos y con la nervadura evidente, o carnosos y no así en la antesis, café obscuros y fétidos o verdes, pétalos internos con un cuerpo alimenticio dispuesto en la base interior; estambres numerosos, conectivos ensanchados por encima de las tecas; carpelos pocos a numerosos, óvulos 5–20 en (1–) 2 hileras. Fruto de monocarpos oblongo-cilíndricos a obovoides, casi sésiles a cortamente estipitados, carnosos; semillas lunulares o raramente discoides, sin arilo.

## Taxonomía
El género fue descrito por Berthold Carl Seemann y publicado en Journal of Botany, British and Foreign 4: 369. 1866. La especie tipo es: Sapranthus nicaraguensis (actualmente Sapranthus nicaraguensis se le considera un sinónimo menor de Sapranthus violaceus).
Se conocen 10 especies:
- Sapranthus campechianus
- Sapranthus isae
- Sapranthus microcarpus
- Sapranthus palanga
- Sapranthus foetidus
- Sapranthus chiapensis
- Sapranthus viridiflorus
- Sapranthus violaceus
- Sapranthus pinedai
- Sapranthus hirsutus